# Нікітина (Верхотурський міський округ)
Нікі́тина (рос. Никитина) — присілок у складі Верхотурського міського округу Свердловської області.
Населення — 7 осіб (2010, 7 у 2002).
Національний склад населення станом на 2002 рік: росіяни — 43 %.